# 사모아의 연풍
사모아의 연풍은 한국에서 제작된 배석인 감독의 1968년 영화이다. 이대엽 등이 주연으로 출연하였고 김강희 등이 제작에 참여하였다.

## 출연

### 주연
- 이대엽
- 최인숙
- 리리김